# フェリックス・タガワ
フェリックス・タガワ（Félix Tagawa、1976年3月23日 - ）は、タヒチの元サッカー選手、元タヒチ代表である。FWとして活躍し、タヒチ代表の歴代最多得点者となっている。

## 国際試合成績
| #  | 日附          | 場所                                     | 対戦相手           | スコア | 結果 | 大会                                    |
| -- | ------------- | ---------------------------------------- | ------------------ | ------ | ---- | --------------------------------------- |
| 1  | 2001年6月4日  | アルバニー・ノース・ハーバー・スタジアム | バヌアツ           | 6-1    | 6-1  | 2002 FIFAワールドカップ・オセアニア予選 |
| 2  | 2001年6月11日 | アルバニー・ノース・ハーバー・スタジアム | クック諸島         | 2-0    | 6-0  | 2002 FIFAワールドカップ・オセアニア予選 |
| 3  | 2001年6月11日 | アルバニー・ノース・ハーバー・スタジアム | クック諸島         | 5-0    | 6-0  | 2002 FIFAワールドカップ・オセアニア予選 |
| 4  | 2001年6月11日 | アルバニー・ノース・ハーバー・スタジアム | クック諸島         | 6-0    | 6-0  | 2002 FIFAワールドカップ・オセアニア予選 |
| 5  | 2002年7月7日  | アルバニー・ノース・ハーバー・スタジアム | サモア             | 2-2    | 3-2  | OFCネイションズカップ2002               |
| 6  | 2002年7月9日  | アルバニー・ノース・ハーバー・スタジアム | パプアニューギニア | 2-1    | 3-1  | OFCネイションズカップ2002               |
| 7  | 2002年7月9日  | アルバニー・ノース・ハーバー・スタジアム | パプアニューギニア | 3-1    | 3-1  | OFCネイションズカップ2002               |
| 8  | 2003年6月30日 | スバ・国立スタジアム                     | ミクロネシア連邦   | 1-0    | 17-0 | サウスパシフィックゲームズ2003          |
| 9  | 2003年6月30日 | スバ・国立スタジアム                     | ミクロネシア連邦   | 2-0    | 17-0 | サウスパシフィックゲームズ2003          |
| 10 | 2003年6月30日 | スバ・国立スタジアム                     | ミクロネシア連邦   | 4-0    | 17-0 | サウスパシフィックゲームズ2003          |
| 11 | 2003年6月30日 | スバ・国立スタジアム                     | ミクロネシア連邦   | 6-0    | 17-0 | サウスパシフィックゲームズ2003          |
| 12 | 2003年7月3日  | スバ・国立スタジアム                     | パプアニューギニア | 2-0    | 3-0  | サウスパシフィックゲームズ2003          |
| 13 | 2003年7月7日  | ラウトカ・チュルチル・パーク             | トンガ             | 1-0    | 4-0  | サウスパシフィックゲームズ2003          |
| 14 | 2003年7月7日  | ラウトカ・チュルチル・パーク             | トンガ             | 2-0    | 4-0  | サウスパシフィックゲームズ2003          |